# Williams Lake (Antarktika)
Der Williams Lake ist ein meromiktischer saliner, 1 km langer und 250 m breiter See an der Ingrid-Christensen-Küste des ostantarktischen Prinzessin-Elisabeth-Lands. In den Vestfoldbergen liegt er südwestlich des Ace Lake am westlichen Ende der Langnes-Halbinsel. Von der Bulatnaya Bay im Norden und dem Langnes-Fjord im Süden trennen ihn flache Landstreifen. Die Seeoberfläche liegt 0,5 bis 1 m über der Hochwassermarke.
Das Antarctic Names Committee of Australia benannte ihn nach dem Limnologen Richard Williams, der 1974 den antarktischen Winter auf der Davis-Station verbrachte und weiträumige Studien in den Vestfoldbergen betrieb.